# Eudulophasia invaria
Eudulophasia invaria là một loài bướm đêm trong họ Geometridae.